# Michael O’Connor (kostiumograf)
Michael O’Connor (ur. 27 października 1965 w Londynie) – brytyjski kostiumograf filmowy.

## Filmografia
- 2005: Nomad
- 2006: Ostatni król Szkocji
- 2007: Brick Lane
- 2008: Księżna
- 2008: Niezwykły dzień Panny Pettigrew
- 2009: The Continuing and Lamentable Saga of the Suicide Brothers
- 2011: Jane Eyre
- 2011: Dziesiąty legion
- 2012: Dredd 3D
- 2013: The Invisible Woman
- 2014: Sulte Francaise

## Nagrody i nominacje
Został uhonorowany Oscarem, nagrodą BAFTA, nagrodą CDG i nagrodą Satelity, a także otrzymał nominację do nagrody Critics’ Choice, nagrody BIFA, nagrody CDG, dwukrotnie nagrody Satelity, dwukrotnie nagrody BAFTA i dwukrotnie do Oscara.